# Revista mea
Revista mea este o publicație hebdomadară, în limba română, care apare la Tel Aviv, în Israel, înființată în anul 1953. 
Revista are 80 de pagini și formatul unui supliment, cum au unele cotidiene românești. Are un număr mare de pagini dedicate literaturii. 
Fiecare număr are suplimentul Oglinda, dedicat vieții de familie.
În 1991, trustul de presă care publica săptămânalul „Revista mea” a fost cumpărat de omul de afaceri George Edri, originar din Maroc, care nu este vorbitor de limba română. Jean Steiger, I. Schechter, I. Petran, Sebastian Costin, Rodica Grindea, Carol Isac și alții care lucrau la „Viața noastră” și la săptămânalul „Revista mea” au avut diferende cu noul patron. Ei au decis să publice un nou ziar - „Ultima oră” - o nouă revistă - „Orient Expres”. 

## În România
La Cluj, între 1935 și 1936, din inițiativa poetei Marta Rădulescu a apărut Revista Mea, (de orientare legionară, ), care a publicat, printre altele, și articole doctrinare și reportaje din actualitatea regională. 